# Großer Preis von Frankreich 1960
Der Große Preis von Frankreich 1960 (offiziell XLVI Grand Prix de l’ACF) fand am 3. Juli auf dem Circuit de Reims-Gueux in Reims statt und war das sechste Rennen der Automobil-Weltmeisterschaft 1960.

## Bericht

### Hintergrund
Beim Großen Preis von Frankreich auf dem Circuit de Reims-Gueux starteten sowohl Wagen mit Heckmotor als auch mit Frontmotor, wobei Letztere 
wie der Ferrari Dino 246F1 durchaus noch konkurrenzfähig waren, da sich auf den langen Geraden die bessere Höchstgeschwindigkeit ausnutzen ließ. Ferrari startete wie im vorherigen Rennen mit Phil Hill, Wolfgang Graf Berghe von Trips und Willy Mairesse, der allerdings die nächsten zwei Rennen pausierte und erst beim Großen Preis von Italien 1960 zum Team zurückkehrte. Bei Lotus ersetzte Ron Flockhart den beim Großen Preis von Belgien 1960 tödlich verunglückten Alan Stacey. Es war Flockharts erstes Saisonrennen sowie sein einziges für Lotus. Ab dem nächsten Grand Prix verpflichtete Lotus erneut John Surtees. Neben Flockhart fuhren Innes Ireland und Jim Clark für das Team.
Vanwall war ein letztes Mal für ein Rennen der Automobilweltmeisterschaft gemeldet. Das Team, das 1958 erster Konstrukteursweltmeister war, nahm nur an diesem einen Saisonrennen teil und setzte dabei den neuen Vanwall VW11 ein. Der Frontmotorwagen war nicht konkurrenzfähig, weshalb sich das Team nach dem Rennen aus der Automobilweltmeisterschaft zurückzog und ein Jahr später auflöste. Fahrer des Wagens war Tony Brooks, der anschließend den Rest der Saison wieder für das Yeoman Credit Racing Team fuhr. Auch der Scarab war kein siegfähiges Auto, weshalb die Einsätze des Teams kontinuierlich abnahmen. Teambesitzer Lance Reventlow pausierte ein Rennen und gab Richie Ginther ein Cockpit, der nach diesem einen Rennen jedoch wieder zu Ferrari zurückkehrte. Sein Teamkollege war Chuck Daigh. Zum letzten Mal trat Scarab mit zwei Wagen an, bei zwei weiteren Rennen war das Team lediglich mit einem Wagen gemeldet.
Viele Fahrer und Teams qualifizierten sich mit privaten Wagen. Die Scuderia Centro Sud meldete drei Cooper T51 für Maurice Trintignant, Masten Gregory und Ian Burgess. Ebenfalls drei dieser Wagen wurden von Olivier Gendebien, Henry Taylor und Bruce Halford für das Yeoman Credit Racing Team gefahren. Dies war Halfords letztes Rennen in der Automobilweltmeisterschaft. Einen vom Ferrari-Team gekauften Cooper fuhr Gino Munaron für die Scuderia Eugenio Castellotti, Lucien Bianchi fuhr einen weiteren privaten Cooper für Fred Tuck Cars. Außerdem fuhr David Piper das erste von zwei Saisonrennen in einem Lotus 16.
Den Großen Preis von Frankreich auf dieser Rennstrecke gewann Ferrari zuvor viermal, Brooks war der einzige ehemalige Sieger im Fahrerfeld. In der Fahrerwertung führte Cooper-Fahrer Bruce McLaren vor seinem Teamkollegen Jack Brabham. Der drittplatzierte Stirling Moss pausierte verletzungsbedingt. Noch hatten alle Fahrer theoretische Chancen Weltmeister zu werden. In der Konstrukteurswertung führte Cooper mit großem Vorsprung auf Lotus und Ferrari. Auch in dieser Wertung hatten alle Teams noch Chancen auf den Titel.

### Training
Wie beim Rennen zuvor dominierte Brabham das Training und war mehr als eine Sekunde schneller als die Konkurrenz. Er erreichte damit die zweite Pole-Position in Folge. Für Cooper war es die dritte der Saison. Auf Startplatz zwei qualifizierte sich Phil Hill auf Ferrari, vor Graham Hill auf B.R.M. und Ireland auf Lotus, sodass vier verschiedene Konstrukteure die ersten vier Startplätze belegten. Ferrari war im Vergleich zu vorherigen Rennen wieder stärker. Neben Phil Hills zweitem Platz belegten Ferrari-Fahrer noch die Positionen fünf und sechs. Graham Hills Teamkollegen Dan Gurney und Jo Bonnier wurden im Training Siebter und Zehnter. McLaren, Führender in der Fahrerwertung, qualifizierte sich auf Rang neun. Bester der Fahrer mit privaten Wagen war Gendebien auf Startplatz elf, Brooks qualifizierte den neuen Vanwall-Wagen im hinteren Feld auf Position 14.
Bei beiden Scarab-Wagen traten Motorschäden auf, die eine Rennteilnahme verhinderten, wodurch das Rennwochenende für Scarab bereits nach dem Training beendet war. Auch bei Piper verhinderte ein Motorschaden im Training die Teilnahme am Rennen.

### Rennen
Das Rennen begann mit zwei Startunfällen. Durch einen technischen Fehler blieb Graham Hill stehen, worauf Trintignant ihm ins Heck fuhr. Dadurch wurde der B.R.M. so stark beschädigt, dass Hill das Rennen aufgab. Trintignant stellte seinen Wagen einige Meter weiter ab. Brooks und Bianchi kollidierten ebenfalls, beide Fahrer setzten das Rennen jedoch fort. An der Spitze setzte sich Brabham in Führung und behielt sie die ersten drei Runden lang. Anschließend wurde er von Phil Hill attackiert, der in Runde vier die Führung übernahm. Erstmals in der Saison lag somit ein Ferrari in Führung. Es war außerdem das vorletzte Rennen, bei dem ein Frontmotorwagen dank der günstigen Streckencharakteristik um den Sieg kämpfte.
Brabham und Phil Hill lieferten sich über mehrere Runden einen spannenden Kampf um den ersten Platz, insgesamt elf Mal wechselte die Führung bis zur 18. Runde. In den Runden vier bis neun führten Brabham und Phil Hill jeweils abwechselnd, danach verteidigte Brabham den ersten Platz für zwei Runden, bis Phil Hill wieder konterte und die beiden Fahrer sich im Wechsel bis zur Runde 15 überholten. Oftmals fuhren sie die lange Gerade nebeneinander und lieferten sich viele Rad-an-Rad-Duelle. In Runde 15 begann Phil Hill seine Führung dauerhaft zu verteidigen, bis er drei Umläufe später mit fehlender Kraftübertragung zurückfiel. Außerdem hatte er einen Schaden an der vorderen Achse erlitten, als er einmal die Streckenbegrenzung touchierte. Zuvor war Brooks wegen Vibrationen an seinem Vanwall ausgeschieden, Mairesse, Bianchi und Munaron ebenfalls mit technischen Problemen an der Kraftübertragung. Auch der BRM P48 zeigte erneut seinen Mangel an Zuverlässigkeit, sowohl Gurney als auch Bonnier schieden mit Motorschäden aus, sodass wieder kein B.R.M. das Ziel erreichte.
Nachdem Phil Hill zurückgefallen war, schloss Graf Berghe von Trips auf Brabham auf, schied aber wie sein Teamkollege Phil Hill einige Runden später aus. Beide Fahrer wurden trotz des Ausfalls jedoch noch im Klassement gewertet, da sie die nötige Renndistanz absolviert hatten. Als die Konkurrenz von Ferrari fehlte, dominierte Cooper das Renngeschehen. Brabham vergrößerte den Vorsprung auf seine Kontrahenten, während Gendebien und McLaren sich um Position zwei duellierten. Brabham war auf der Geraden schneller als Gendebien, der aber besser aus den Kurven herausbeschleunigte. Mehrfach überholten sich beide Fahrer, bis McLaren kurz vor Rennende von zu überrundenden Fahrern aufgehalten wurde. Da es zur damaligen Zeit noch keine Regel gab, Fahrzeuge passieren zu lassen, die überrunden wollen, verlor McLaren zu viel Zeit und Gendebien erreichte den zweiten Platz. Für Gendebien war dies die zweite und letzte Podiumsplatzierung in einem Lauf zur Formel-1-Weltmeisterschaft. Brabham gewann das dritte Rennen in Folge, für Cooper war es bereits der vierte Saisonsieg und ebenfalls der dritte in Folge. Mit der schnellsten Rennrunde gelang Brabham außerdem ein Triple. In der Fahrerwertung zog Brabham mit McLaren gleich und übernahm die Führung, da er mehr Rennsiege als McLaren hatte. Gendebien verbesserte sich auf den vierten Rang der Fahrerwertung hinter Moss. Noch immer hatten alle Fahrer die theoretische Chance Weltmeister zu werden. In der Konstrukteurswertung baute Cooper seinen Vorsprung auf Lotus auf 19 Punkte aus und konnte bereits im nächsten Rennen vorzeitig Konstrukteursweltmeister werden. Hierfür benötigte Cooper einen weiteren Sieg in den nächsten Rennen. Außerdem hatten nur noch Lotus und Ferrari Chancen auf den Konstrukteurstitel, B.R.M. konnte den Titel nicht mehr gewinnen.
Taylor erreichte mit Platz vier ebenfalls sein bestes Rennergebnis und erhielt die einzigen Punkte seiner Karriere. Clark wurde erneut Fünfter, Flockhart erhielt einen Punkt für den sechsten Platz. Damit war er seit dem Großen Preis von Italien 1956 wieder in den Punkterängen, allerdings das letzte Mal in seiner Karriere. Ireland wurde auf Platz sieben klassifiziert vor Halford, Gregory und Burgess. Auf den Rängen elf und zwölf wurden Graf Berghe von Trips und Phil Hill gewertet. Für Cooper blieb es der einzige Sieg auf dieser Strecke, Brabham gewann Jahre später erneut das Rennen.

## Meldeliste
| Team                         | Nr. | Fahrer                         | Chassis            | Motor              | Reifen |
| ---------------------------- | --- | ------------------------------ | ------------------ | ------------------ | ------ |
| Scuderia Ferrari             | 02  | Phil Hill                      | Ferrari Dino 246F1 | Ferrari 2.4 V6     | D      |
| Scuderia Ferrari             | 04  | Wolfgang Graf Berghe von Trips | Ferrari Dino 246F1 | Ferrari 2.4 V6     | D      |
| Scuderia Ferrari             | 06  | Willy Mairesse                 | Ferrari Dino 246F1 | Ferrari 2.4 V6     | D      |
| Owen Racing Organisation     | 08  | Jo Bonnier                     | BRM P48            | BRM 2.5 L4         | D      |
| Owen Racing Organisation     | 10  | Dan Gurney                     | BRM P48            | BRM 2.5 L4         | D      |
| Owen Racing Organisation     | 12  | Graham Hill                    | BRM P48            | BRM 2.5 L4         | D      |
| Vandervell Products Ltd.     | 14  | Tony Brooks                    | Vanwall VW11       | Vanwall 2.5 L4     | D      |
| Cooper Car Company           | 16  | Jack Brabham                   | Cooper T53         | Climax 2.5 L4      | D      |
| Cooper Car Company           | 18  | Bruce McLaren                  | Cooper T53         | Climax 2.5 L4      | D      |
| Team Lotus                   | 20  | Innes Ireland                  | Lotus 18           | Climax 2.5 L4      | D      |
| Team Lotus                   | 22  | Ron Flockhart                  | Lotus 18           | Climax 2.5 L4      | D      |
| Team Lotus                   | 24  | Jim Clark                      | Lotus 18           | Climax 2.5 L4      | D      |
| Reventlow Automobiles Inc.   | 26  | Chuck Daigh                    | Scarab Type 1      | Scarab 2.4 L4      | D      |
| Reventlow Automobiles Inc.   | 28  | Richie Ginther                 | Scarab Type 1      | Scarab 2.4 L4      | D      |
| Scuderia Eugenio Castellotti | 30  | Gino Munaron                   | Cooper T51         | Castellotti 2.5 L4 | D      |
| Robert Bodle Ltd.            | 34  | David Piper                    | Lotus 16           | Climax 2.5 L4      | D      |
| Fred Tuck Cars               | 36  | Lucien Bianchi                 | Cooper T51         | Climax 2.5 L4      | D      |
| Scuderia Centro Sud          | 38  | Maurice Trintignant            | Cooper T51         | Maserati 2.5 L4    | D      |
| Scuderia Centro Sud          | 40  | Masten Gregory                 | Cooper T51         | Maserati 2.5 L4    | D      |
| Scuderia Centro Sud          | 42  | Ian Burgess                    | Cooper T51         | Maserati 2.5 L4    | D      |
| Yeoman Credit Racing Team    | 44  | Olivier Gendebien              | Cooper T51         | Climax 2.5 L4      | D      |
| Yeoman Credit Racing Team    | 46  | Henry Taylor                   | Cooper T51         | Climax 2.5 L4      | D      |
| Yeoman Credit Racing Team    | 48  | Bruce Halford                  | Cooper T51         | Climax 2.5 L4      | D      |

## Klassifikationen

### Startaufstellung
| Pos. | Fahrer                         | Konstrukteur       | Zeit   | Ø-Geschwindigkeit | Start |
| ---- | ------------------------------ | ------------------ | ------ | ----------------- | ----- |
| 01   | Jack Brabham                   | Cooper-Climax      | 2:16,8 | 219,68 km/h       | 01    |
| 02   | Phil Hill                      | Ferrari            | 2:18,2 | 217,46 km/h       | 02    |
| 03   | Graham Hill                    | B.R.M.             | 2:18,4 | 217,14 km/h       | 03    |
| 04   | Innes Ireland                  | Lotus-Climax       | 2:18,5 | 216,99 km/h       | 04    |
| 05   | Willy Mairesse                 | Ferrari            | 2:19,3 | 215,74 km/h       | 05    |
| 06   | Wolfgang Graf Berghe von Trips | Ferrari            | 2:19,4 | 215,59 km/h       | 06    |
| 07   | Dan Gurney                     | B.R.M.             | 2:19,4 | 215,59 km/h       | 07    |
| 08   | Ron Flockhart                  | Lotus-Climax       | 2:19,5 | 215,43 km/h       | 08    |
| 09   | Bruce McLaren                  | Cooper-Climax      | 2:19,6 | 215,28 km/h       | 09    |
| 10   | Jo Bonnier                     | B.R.M.             | 2:19,8 | 214,97 km/h       | 10    |
| 11   | Olivier Gendebien              | Cooper-Climax      | 2:20,0 | 214,66 km/h       | 11    |
| 12   | Jim Clark                      | Lotus-Climax       | 2:20,3 | 214,20 km/h       | 12    |
| 13   | Henry Taylor                   | Cooper-Climax      | 2:22,8 | 210,45 km/h       | 13    |
| 14   | Tony Brooks                    | Vanwall            | 2:23,3 | 209,72 km/h       | 14    |
| 15   | Lucien Bianchi                 | Cooper-Climax      | 2:23,6 | 209,28 km/h       | 15    |
| 16   | Bruce Halford                  | Cooper-Climax      | 2:23,6 | 209,28 km/h       | 16    |
| 17   | Masten Gregory                 | Cooper-Maserati    | 2:24,3 | 208,27 km/h       | 17    |
| 18   | Maurice Trintignant            | Cooper-Maserati    | 2:24,7 | 207,69 km/h       | 18    |
| 19   | Gino Munaron                   | Cooper-Castellotti | 2:31,3 | 198,63 km/h       | 19    |
| 20   | Ian Burgess                    | Cooper-Maserati    | 2:36,7 | 191,79 km/h       | 20    |

### Rennen
| Pos. | Fahrer                         | Konstrukteur       | Runden | Stopps | Zeit        | Start | Schnellste Runde |
| ---- | ------------------------------ | ------------------ | ------ | ------ | ----------- | ----- | ---------------- |
| 01   | Jack Brabham                   | Cooper-Climax      | 50     |        | 1:57:24,9   | 01    | 2:17,5           |
| 02   | Olivier Gendebien              | Cooper-Climax      | 50     |        | + 48,3      | 11    | 2:20,0           |
| 03   | Bruce McLaren                  | Cooper-Climax      | 50     |        | + 51,9      | 09    | 2:19,8           |
| 04   | Henry Taylor                   | Cooper-Climax      | 49     |        | + 1 Runde   | 13    | 2:20,1           |
| 05   | Jim Clark                      | Lotus-Climax       | 49     |        | + 1 Runde   | 12    | 2:21,9           |
| 06   | Ron Flockhart                  | Lotus-Climax       | 49     |        | + 1 Runde   | 08    | 2:21,7           |
| 07   | Innes Ireland                  | Lotus-Climax       | 43     |        | + 7 Runden  | 04    | 2:19,1           |
| 08   | Bruce Halford                  | Cooper-Climax      | 40     |        | DNF         | 16    | 2:25,4           |
| 09   | Masten Gregory                 | Cooper-Maserati    | 37     |        | + 13 Runden | 17    | 2:24,0           |
| 10   | Ian Burgess                    | Cooper-Maserati    | 36     |        | + 14 Runden | 20    | 2:32,1           |
| 11   | Wolfgang Graf Berghe von Trips | Ferrari            | 30     |        | DNF         | 06    | 2:18,1           |
| 12   | Phil Hill                      | Ferrari            | 29     |        | DNF         | 02    | 2:17,8           |
| –    | Jo Bonnier                     | B.R.M.             | 22     |        | DNF         | 10    | 2:20,3           |
| –    | Lucien Bianchi                 | Cooper-Climax      | 18     |        | DNF         | 15    | 2:25,5           |
| –    | Dan Gurney                     | B.R.M.             | 17     |        | DNF         | 07    | 2:22,3           |
| –    | Gino Munaron                   | Cooper-Castellotti | 16     |        | DNF         | 19    | 2:31,9           |
| –    | Willy Mairesse                 | Ferrari            | 14     |        | DNF         | 05    | 2:22,4           |
| –    | Tony Brooks                    | Vanwall            | 7      |        | DNF         | 14    | 2:22,5           |
| –    | Graham Hill                    | B.R.M.             | 0      |        | DNF         | 03    | –                |
| –    | Maurice Trintignant            | Cooper-Maserati    | 0      |        | DNF         | 18    | –                |
| DNS  | Chuck Daigh                    | Scarab             | –      | –      | –           | –     | –                |
| DNS  | Richie Ginther                 | Scarab             | –      | –      | –           | –     | –                |
| DNS  | David Piper                    | Lotus-Climax       | –      | –      | –           | –     | –                |

## WM-Stände nach dem Rennen
Die ersten sechs des Rennens bekamen 8, 6, 4, 3, 2, 1 Punkte. Es zählten nur die sechs besten Ergebnisse aus zehn Rennen. In der Konstrukteurswertung zählten nur die Punkte des bestplatzierten Fahrers eines Teams.

### Fahrerwertung
| Pos. | Fahrer                         | Konstrukteur         | Punkte |
| ---- | ------------------------------ | -------------------- | ------ |
| 01   | Jack Brabham                   | Cooper-Climax        | 24     |
| 02   | Bruce McLaren                  | Cooper-Climax        | 24     |
| 03   | Stirling Moss                  | Cooper-Climax        | 11     |
| 04   | Olivier Gendebien              | Cooper-Climax        | 10     |
| 05   | Jim Rathmann                   | Watson-Offenhauser   | 8      |
| 06   | Phil Hill                      | Ferrari              | 7      |
| 07   | Innes Ireland                  | Lotus-Climax         | 7      |
| 08   | Cliff Allison                  | Ferrari              | 6      |
| 09   | Rodger Ward                    | Watson-Offenhauser   | 6      |
| 10   | Jim Clark                      | Lotus-Climax         | 4      |
| 11   | Graham Hill                    | B.R.M.               | 4      |
| 12   | Wolfgang Graf Berghe von Trips | Ferrari              | 4      |
| 13   | Paul Goldsmith                 | Epperly-Offenauser   | 4      |
| 14   | Henry Taylor                   | Cooper-Climax        | 3      |
| 15   | Carlos Menditéguy              | Cooper-Maserati      | 3      |
| 16   | Tony Brooks                    | Cooper-Climax        | 3      |
| 17   | Don Branson                    | Phillips-Offenhauser | 3      |
| 18   | Jo Bonnier                     | B.R.M.               | 2      |
| 19   | Richie Ginther                 | Ferrari              | 2      |
| 20   | Johnny Thomson                 | Lesovsky-Offenhauser | 2      |
| 21   | Eddie Johnson                  | Trevis-Offenhauser   | 1      |
| 22   | Lucien Bianchi                 | Cooper-Climax        | 1      |
| 23   | Ron Flockhart                  | Lotus-Climax         | 1      |

| Pos. | Fahrer                    | Konstrukteur    | Punkte |
| ---- | ------------------------- | --------------- | ------ |
| 24   | Carel Godin de Beaufort   | Cooper-Climax   | 0      |
| 25   | Ian Burgess               | Cooper-Maserati | 0      |
| 26   | Maurice Trintignant       | Cooper-Climax   | 0      |
| 27   | Alberto Rodríguez Larreta | Lotus-Climax    | 0      |
| 28   | José Froilán González     | Ferrari         | 0      |
| 29   | Bruce Halford             | Cooper-Climax   | 0      |
| 30   | Roberto Bonomi            | Cooper-Climax   | 0      |
| 31   | Masten Gregory            | Porsche         | 0      |
| 32   | Gino Munaron              | Maserati        | 0      |
| 33   | Nasif Estéfano            | Maserati        | 0      |
| –    | Willy Mairesse            | Ferrari         | 0      |
| –    | Chuck Daigh               | Scarab          | 0      |
| –    | Dan Gurney                | B.R.M.          | 0      |
| –    | Roy Salvadori             | Cooper-Climax   | 0      |
| –    | John Surtees              | Lotus-Climax    | 0      |
| –    | Ettore Chimeri            | Maserati        | 0      |
| –    | Antonio Creus             | Maserati        | 0      |
| –    | Giorgio Scarlatti         | Maserati        | 0      |
| –    | Lance Reventlow           | Scarab          | 0      |
| –    | Harry Schell †            | Cooper-Climax   | 0      |
| –    | Alan Stacey †             | Lotus-Climax    | 0      |
| –    | Chris Bristow †           | Cooper-Climax   | 0      |

### Konstrukteurswertung
| Pos. | Konstrukteur    | Punkte |
| ---- | --------------- | ------ |
| 01   | Cooper-Climax   | 38     |
| 02   | Lotus           | 19     |
| 03   | Ferrari         | 15     |
| 04   | B.R.M.          | 6      |
| 05   | Cooper-Maserati | 3      |

| Pos. | Konstrukteur | Punkte |
| ---- | ------------ | ------ |
| –    | Porsche      | 0      |
| –    | Maserati     | 0      |
| –    | Scarab       | 0      |
| –    | Vanwall      | 0      |